# Daniel Bego
Daniel William Henry Bego (ur. 18 września 1989) – malezyjski pływak, uczestnik letnich igrzysk olimpijskich w Pekinie.

## Przebieg kariery
Po raz pierwszy w zawodach międzynarodowych startował, biorąc udział w igrzyskach Wspólnoty Narodów rozegranych w 2006 roku w Melbourne. Startował on w czterech konkurencjach, jednak tylko raz zakwalifikował się do półfinału. W półfinałowej części zmagań w konkurencji na dystansie 100 m st. motylkowym zajął 12. pozycję z rezultatem 0:55,49. Był jednym z uczestników pierwszych w historii mistrzostw świata juniorów, które odbyły się w Rio de Janeiro. Malezyjczyk wywalczył tu dwa srebrne medale, w konkurencjach 100 i 200 m stylem motylkowym. W 2007 zadebiutował na mistrzostwach świata seniorów, odpadł we wszystkich konkurencjach, w których brał udział, a najlepszy wynik osiągnął w konkurencji 400 m st. dowolnym (zajmując 40. pozycję z czasem 3:59,93).
W 2008 wystartował w letnich igrzyskach olimpijskich. Wziął udział w trzech konkurencjach: na dystansie 100 m st. motylkowym zajął 54. pozycję z czasem 0:54,38; na dystansie 200 m st. motylkowym zajął 37. pozycję z czasem 2:01,28; na dystansie 200 m st. dowolnym zaś uplasował się na 44. pozycji z czasem 1:50,92.

## Rekordy życiowe
| Konkurencja             | Data             | Miejsce      | Rezultat   |
| Basen 50 m              | Basen 50 m       | Basen 50 m   | Basen 50 m |
| ----------------------- | ---------------- | ------------ | ---------- |
| 50 m stylem dowolnym    | 15 lipca 2013    | Kazań        | 0:23,90    |
| 100 m stylem dowolnym   | 29 lipca 2009    | Rzym         | 0:50,86    |
| 100 m stylem dowolnym   | 13 lipca 2013    | Kazań        | 0:50,86    |
| 200 m stylem dowolnym   | 24 sierpnia 2017 | Kuala Lumpur | 1:47,36    |
| 400 m stylem dowolnym   | 16 maja 2013     | Kuala Lumpur | 3:54,01    |
| 50 m stylem motylkowym  | 26 lipca 2009    | Rzym         | 0:24,38    |
| 100 m stylem motylkowym | 31 lipca 2009    | Rzym         | 0:53,33    |
| 200 m stylem motylkowym | 28 lipca 2009    | Rzym         | 1:58,99    |
| 4x200 m stylem dowolnym | 24 sierpnia 2017 | Kuala Lumpur | 7:26,91    |
| Basen 25 m              |                  |              |            |
| 50 m stylem dowolnym    | 6 listopada 2013 | Singapur     | 0:23,51    |
| 100 m stylem dowolnym   | 6 listopada 2013 | Singapur     | 0:52,84    |
| 200 m stylem dowolnym   | 6 listopada 2013 | Singapur     | 1:49,21    |
| 400 m stylem dowolnym   | 5 listopada 2013 | Singapur     | 3:50,87    |
| 50 m stylem motylkowym  | 5 listopada 2013 | Singapur     | 0:25,41    |

Źródło: 